# Síndrome de Rett
A síndrome de Rett é uma doença relativamente rara causada por uma mutação genética. Acomete majoritariamente pessoas do sexo feminino, com uma incidência aproximada de 1 a cada 10.000 meninas nascidas. É a segunda maior causa genética de deficiência intelectual em meninas, ficando atrás da Síndrome de Down. Em pessoas do sexo masculino a doença é extremamente rara, com incidência de 1 a cada 1 milhão de meninos nascidos. Os principais sintomas da Síndrome de Rett são a perda de função das mãos, movimentos estereotipados das mãos, disfunção motora e ausência da fala. A doença pode se manifestar precocemente através de um atraso de desenvolvimento ou mais tarde, quando a criança começa a apresentar perda das habilidades adquiridas.

## Causas
A síndrome de Rett é causada por uma mutação no gene MECP2. Também pode estar associada a mutações nos genes FOXG1 ou CDLK5.
Em mais de 99% dos casos a mutação é aleatória, conhecida cientificamente como mutação "de novo", ou seja, não é hereditária.
Em casos hereditários, a mãe é portadora da mutação, porém, não apresenta sintomas ou tem sintomas muito leves que não se encaixam em um diagnóstico de Síndrome de Rett.
O gene MECP2 produz uma proteína regulatória que é responsável pelo correto funcionamento de outros genes e células nervosas ligados a funções motoras e cognitivas. Quando mutado, a produção dessa proteína é alterada, prejudicando assim, o desempenho das atividades de todos os genes e células ligados a ele.

## Sinais e sintomas
No decorrer mais comum, as crianças apresentam um desenvolvimento aparentemente normal, seguido por um período conhecido como "Fase de Regressão". Essa fase é caracterizada por uma irritabilidade aguda e constante e pela perda rápida de habilidades. A criança desaprende a falar, a usar as mãos e tem a marcha comprometida.
Também pode se apresentar através de um atraso de desenvolvimento desde os primeiros meses de vida, nesse caso o bebê é hipotônico e não atinge marcos importantes como rolar, engatinhar ou ficar em pé. Também possui atraso cognitivo.
O diagnóstico clínico da Síndrome de Rett se confirma quando a criança deixa de manipular objetos e surgem movimentos estereotipados das mãos (contorções, aperto, bater de palmas, levar as mãos à boca, lavar as mãos e esfregá-las), sendo esse o principal sintoma a ser observado, entretanto, é possível haver a suspeita apenas com os primeiros sinais e confirmação através de exame genético.

## Diagnóstico
O diagnóstico da Síndrome de Rett é baseado na avaliação clínica da paciente e deve ser feito por um profissional habilitado para tal, como neurologistas e pediatras. Este diagnóstico é feito com base nos critérios diagnósticos estabelecidos, que consistem em:
Critérios necessários (presentes em todas as pacientes)
- Desenvolvimento pré-natal (antes do nascimento) e perinatal (pouco tempo depois de nascer) aparentemente normal;
- Desenvolvimento psicomotor normal até os 6 meses de idade;
- Perímetro cefálico (circunferência da cabeça) normal ao nascimento;
- Desaceleração do perímetro cefálico após 6/7 meses de idade;
- Perda do uso propositado das mãos;
- Movimentos manuais estereotipados (torcer, apertar, agitar, esfregar, bater palmas, "lavar as mãos" ou levá-las à boca);
- Afastamento do convívio social, perda de palavras aprendidas, prejuízos na compreensão, raciocínio e comunicação.

Critérios de suporte (presentes em algumas pacientes)
- Distúrbios respiratórios em vigília (hiperventilação, apneia, expulsão forçada de ar e saliva, aerofagia);
- Bruxismo (ranger os dentes);
- Distúrbios do sono;
- Tônus muscular anormal;
- Distúrbios vasomotores periféricos (pés e mãos frios ou cianóticos);
- Cifose/escoliose progressiva;

Critérios de exclusão (ausentes nas pacientes)
- órgãos aumentados (organomegalia) ou outro sinal de doenças de depósito;
- retinopatia, atrofia óptica e catarata;
- evidência de dano cerebral antes ou após o nascimento;
- presença de doença metabólica ou outra doença neurológica progressiva;
- doença neurológica resultante de infecção grave ou trauma craniano.

## Evolução clínica
De acordo com a evolução e sintomas, a Síndrome de Rett é classificada em duas formas:

### Forma clássica
Na forma clássica, o quadro clínico evolui em quatro estágios definidos:
Estágio 1 — de 6 a 18 meses de idade.
- Ocorre desaceleração do perímetro cefálico (reflexo do prejuízo no desenvolvimento do sistema nervoso central);
- Alteração do tônus muscular - hipotonia(às vezes parece "molinha");
- A criança interage pouco (muitas são descritas como crianças "calmas") e perde o interesse por brinquedos.

Neste estágio, os primeiros sintomas da doença estão surgindo, mas muitas vezes nem são percebidos pelos pais (especialmente se são "marinheiros de primeira viagem") ou pelos médicos (muitos deles desconhecem a Síndrome de Rett).
Estágio 2 — de 2 a 4 anos de idade.
- Ocorre regressão do desenvolvimento;
- Inicia-se a perda da fala e do uso intencional das mãos, que é substituído pelas estereotipias manuais;
- Ocorrem também distúrbios respiratórios, distúrbios do sono (acordam à noite com ataques de risos ou gritos);
- Manifestações de comportamento autístico.

Estágio 3 — a partir dos 4 anos de idade
- Voltam a haver ganhos no desenvolvimento
- Podem surgir problemas respiratórios e gástricos

Estágio 4 — idade adulta
- Caracterizado pela redução da mobilidade, neste estágio muitas pacientes perdem completamente a capacidade de andar (estágio 4-A), embora algumas nunca tenham adquirido esta habilidade (estágio 4-B);
- Escoliose, rigidez muscular e distúrbios vasomotores periféricos são sintomas marcantes;
- Os movimentos manuais involuntários diminuem em frequência e intensidade;
- A puberdade ocorre na época esperada na maioria das meninas.

### Formas atípicas
Nas formas atípicas, nem todos os sintomas estão presentes e os estágios clínicos podem surgir em idade bem diferente da esperada.

### Diagnósticos diferenciais
Algumas doenças neurológicas compartilham sintomas com a Síndrome de Rett e isto pode dificultar o diagnóstico clínico especialmente nos primeiros estágios da forma clássica (ou no caso de formas atípicas). Quando os primeiros sintomas da Síndrome de Rett estão surgindo, muitas pacientes são diagnosticadas de forma equivocada como autistas, por exemplo. É importante que os profissionais de saúde estejam atualizados e conheçam sobre a Síndrome de Rett para que sejam capazes de realizar o diagnóstico diferencial. O diagnóstico precoce facilita o estabelecimento de uma estratégia terapêutica adequada.

## Histórico
Em 1954, o pediatra austríaco Andreas Rett (1924-1997) observou, na sala de espera de seu consultório, duas pacientes sentadas lado a lado, que apresentavam sintomas bem parecidos. Revisando os prontuários de seu consultório, verificou que havia mais seis meninas semelhantes àquelas. Isto despertou nele o interesse em estudar aquela doença neurológica e ele deu início à procura por pacientes que apresentavam sintomas semelhantes.
Em 1966, Dr. Rett publicou os resultados de seu estudo inicial sobre esta "nova" doença e nos anos seguintes novos artigos sobre o assunto. Entretanto, seu trabalho teve pouca repercussão, uma vez que seus artigos foram publicados em revistas científicas em alemão.
Paralelamente, a partir da década de 60, o médico sueco Dr. Bengt Hagberg (nasc. 1923) iniciou um estudo sobre suas pacientes que apresentavam sintomas semelhantes aos descritos pelo Dr. Rett. Embora seus estudos estivessem sendo realizados de forma independente, estes dois médicos haviam relatado a mesma doença e, em 1983, o Dr. Hagberg publicou o primeiro trabalho científico em inglês sobre esta doença e a chamou de síndrome de Rett. A partir deste momento, a comunidade científica de todo o mundo voltou suas atenções para a síndrome de Rett, na tentativa de determinar sua causa.

## Novas pesquisas
Uma ponta de grande esperança.
Em 23 de fevereiro de 2007 foi publicado um artigo considerado um dos marcos recentes na pesquisa sobre a Síndrome de Rett. O artigo relata os resultados da pesquisa chefiada pelo Dr. Adrian Bird, que demonstrou que os sintomas da Síndrome de Rett são reversíveis em camundongos. O trabalho consistiu, resumidamente, no uso de uma linhagem de camundongos geneticamente modificada, que teve um trecho de DNA introduzido na região do gene MECP2, o qual teve sua expressão bloqueada, e por consequência os animais apresentavam sintomas da Síndrome de Rett. A remoção deste trecho de DNA foi induzida quando os animais receberam injeções de uma droga chamada tamoxifeno e após algumas semanas eles deixaram de apresentar os sintomas.
Estes resultados causaram grande furor entre os pais de pacientes, pois muitos pensaram que havia sido descoberta uma droga para curar a doença. Na verdade, o tamoxifeno fez parte do protocolo experimental do estudo e não é uma cura.
Assim, o que este trabalho evidenciou foi a reversibilidade dos sintomas da doença em modelos animais. Este foi um estudo preliminar e por isso requer aprofundamento. Até chegar às pesquisas com pacientes será uma longa caminhada. Apesar disso, os resultados obtidos pelo grupo de pesquisa indicam que há uma esperança para o desenvolvimento de terapias que possam restabelecer algumas das habilidades das pacientes e, talvez, levar à cura da Síndrome de Rett.
A ciência, pela primeira vez falou em cura da Síndrome de Rett em novembro de 2010, com a descoberta de um grupo de cientistas nos EUA, liderado pelo pesquisador brasileiro Alysson Muotri, na Universidade da Califórnia, que conseguiu "curar" um neurônio "autista" em laboratório. O estudo, que baseou-se na síndrome (pela comprovada causa genética), foi coordenado por mais dois brasileiros, Cassiano Carromeu e Carol Marchetto, e foi publicado na capa da revista científica Cell.